# Théziers
Théziers este o comună în departamentul Gard din sudul Franței. În 2009 avea o populație de 1.032 de locuitori.

## Evoluția populației
| An        | 1975 | 1982 | 1990 | 1999 | 2006  | 2009  |
| --------- | ---- | ---- | ---- | ---- | ----- | ----- |
| Populație | 659  | 674  | 844  | 883  | 1.001 | 1.032 |